# Åsensbruk
Åsensbruk è un'area urbana della Svezia situata nel comune di Mellerud, contea di Västra Götaland.
La popolazione rilevata nel censimento 2010 era di 522 abitanti .